# Ounja
L'Ounja (en russe : Унжа) est une rivière de la Russie d'Europe, qui arrose les oblasts de Vologda et de Kostroma. L'Ounja est un affluent de la Volga. 

## Géographie
La rivière est longue de 426 km et son bassin versant s'étend sur 28 900 km2. Elle s'écoule depuis la confluence des rivières Kema et Loundonga. Elle se jette dans l'anse Oujenski du réservoir de Gorki. L'Ounja est gelée d'octobre-décembre à avril-mai. 
Ses principaux affluents sont : la Viga (ru), la Neïa, la Meja.
L'Ounja arrose les localités de Kologriv, Mantourovo et Makariev.